# Oldřich Vlček
Oldřich Vlček (* 18. května 1939, Zlín) je český herec, režisér a scenárista.

## Studium
Narodil se ve Zlíně, ale téměř celé dětství prožil v Kroměříži. V roce 1962 vystudoval činoherní herectví na Janáčkově akademii múzických umění v Brně.

## Divadelní angažmá
V sezóně 1962/1963 byl angažován v olomouckém Divadle Oldřicha Stibora, v letech 1963–1965 absolvoval vojenskou prezenční službu v Armádním uměleckém souboru (AUS) a poté nastoupil do Státního divadla Ostrava (1965–1967).
V roce 1967 byl angažován jako člen činohry pražského Národního divadla, kde působil až do roku 2016 a následně jako stálý host.

## Další činnost

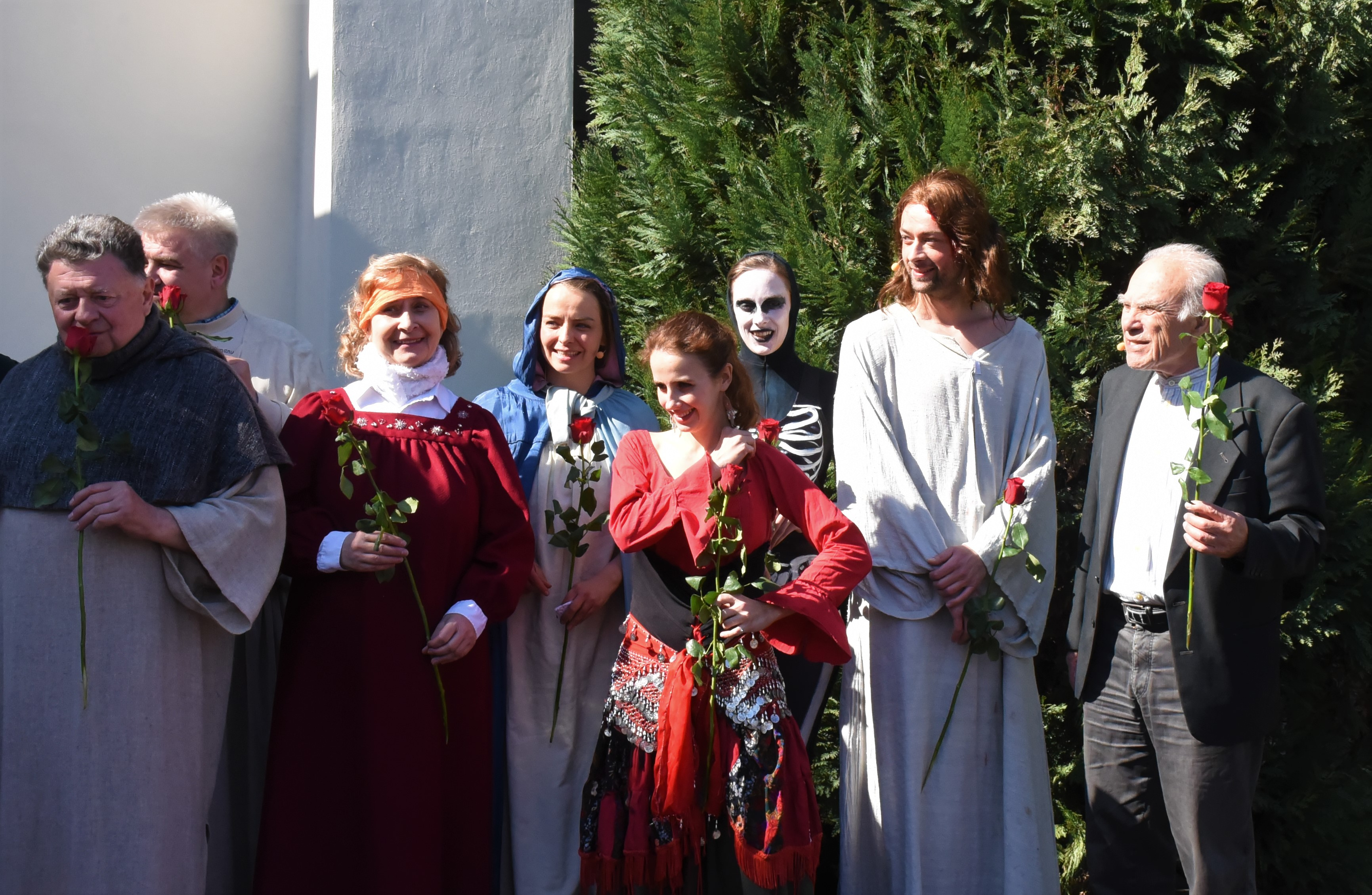
Děkovačka po představení – Lidová Pašijová hra, Zbraslav, 2022. Režie Oldřich Vlček (rovněž v roli Opovědníka)

Působí rovněž v dabingu a v rozhlase, vystupuje ve filmu a v televizi.
Od roku 2010 uvádí každoročně ve Zbraslavi u Prahy, kde žije, ve své režii hru Lidové pašije. Hra je uváděna v historickém prostředí zámeckého parku Zámku Zbraslav na prostranství před kostelem sv. Jakuba Staršího. Účinkují zde profesionální herci, včetně členů činohry Národního divadla (např. Alois Švehlík, Radúz Mácha, Simona Postlerová, Jana Pidrmanová, Pavla Beretová), spolu s místními ochotníky. Tuto hru uvedl v roce 2016 také v pražské svatovítské katedrále, v provedení zbraslavských farníků a ochotníků spolu s členy činohry Národního divadla.
Je také autorem divadelní hry Velikonoce 1894, zpracovávající epizodu ze života hudebního skladatele Antonína Dvořáka a scenáristou filmu Báječní muži s klikou.
Je členem Aeroklubu v Kralupech nad Vltavou, ve volném čase se zabýval létáním na větroních.

## Rodina
Jeho manželkou byla herečka a televizní hlasatelka Zdena Vařechová (1939–1999).
Oldřich Vlček má dvě děti – dceru Markétu a syna Ondřeje. Ondřej Vlček je od r. 2019 ředitelem antivirové společnosti AVAST.

## Divadelní role, výběr
- 1962 Friedrich Schiller: Úklady a láska, Ferdinand, Divadlo O. Stibora Olomouc, režie Radim Koval
- 1963 Josef Topol: Konec masopustu, Rafael, Divadlo O. Stibora Olomouc, režie Otomar Krejča
- 1963 Verne, Kohout: Cesta kolem světa za 80 dní, Pasparte, Divadlo O. Stibora Olomouc, režie Saša Lichý
- 1965 A. P. Čechov: Racek, Treplev, Státní divadlo Ostrava, režie Radim Koval
- 1965 Eugene O'Neill: Dlouhá cesta dnem do noci, Edmund, Státní divadlo Ostrava, režie Radim Koval
- 1965 A. P. Čechov: Racek, Treplev, Státní divadlo Ostrava
- 1966 V. K. Klicpera: Ženský boj, Slavoš, Státní divadlo Ostrava, režie Jaromír Pleskot
- 1966 J. K. Tyl: Cesta do Ameriky aneb Lesní panna, Isidor Slovíčko, Tylovo divadlo, režie Vítězslav Vejražka
- 1966 Lope Felix de Vega Carpio: Vzbouření v blázinci, Reinero, Leonato, Národní divadlo, režie Vítězslav Vejražka
- 1967 Josef Čapek, Karel Čapek: Ze života hmyzu, Felix, Národní divadlo, režie Miroslav Macháček
- 1967 Thorton Wilder: Jen o chlup, Kain, Tylovo divadlo, režie Jaromír Pleskot
- 1967 Wiliam Shakespeare: Antonius a Kleopatra, Oktaviánus, Národní divadlo, režie Jaromír Pleskot
- 1968 James Saunders: Vůně květin, Gotfrey, Tylovo divadlo, režie Alfred Radok
- 1968 Karel Čapek: Bílá nemoc, Mladý Krüg, Tylovo divadlo, režie Evžen Sokolovský
- 1968 Jerry Bock: Šumař na střeše, Saša, Tylovo divadlo, režie Václav Špidla
- 1969 William Shakespeare: Macbeth, Lennox, Tylovo divadlo, režie Jaromír Pleskot
- 1972 R. B. Sheridan: Škola pomluv, Careless, Tylovo divadlo, režie Miroslav Macháček
- 1973 William Shakespeare: Zkrocení zlé ženy, Hortensio, Národní divadlo, režie Václav Hudeček
- 1973 Alois Jirásek: Vojnarka, Martin, Národní divadlo, režie Jaroslav Dudek
- 1974 Edmond Rostand: Cyrano z Bergeracu, První kadet, Tylovo divadlo, režie Miroslav Macháček
- 1976 Maxim Gorkij: Měšťáci, Petr, Tylovo divadlo, režie Miroslav Macháček (Oldřich Vlček byl i spoluautorem textů písní)
- 1976 František Langer: Periferie, První strážník, Tylovo divadlo, režie Václav Hudeček
- 1977 David Storey: Farma, Artur, Tylovo divadlo, režie Jiří Frehár
- 1981 Aischylos: Oresteia, Posel, Tylovo divadlo, režie Evald Schorm
- 1982 William Shakespeare: Hamlet, Bernardo, Smetanovo divadlo, režie Miroslav Macháček
- 1984 William Shakespeare: Sen noci svatojánské, Filostrates, Nová scéna, režie František Laurin
- 1984 Alois Jirásek: Lucerna, Sejtko, Národní divadlo, režie František Laurin
- 1985 Vítězslav Nezval: Dnes ještě zapadá slunce nad Atlantidou, Elassipes, Národní divadlo, režie Milan Pásek
- 1986 Thornton Wilder: Naše městečko, Simon Stimson, Nová scéna, režie Ladislav Vymětal
- 1987 J. K. Tyl: Fidlovačka aneb Žádný hněv a žádná rvačka, Dráb, Národní divadlo, režie Václav Hudeček
- 1990 Josef Čapek, Karel Čapek: Ze života hmyzu, Pedant, Národní divadlo, režie Miroslav Krobot
- 1994 N. V. Gogol: Ženitba, Starikov, Stavovské divadlo, režie Miroslav Krobot
- 1994 Henrik Ibsen: Peer Gynt, Ženichův otec, Národní divadlo, režie Jan Kačer
- 1996 William Shakespeare: Cymbelín, Filario, Stavovské divadlo, režie Ivan Rajmont
- 1997 Johann Wolfgang Goethe: Faust, Altmayer, Stavovské divadlo, režie Otomar Krejča
- 1998 Carlo Goldoni: Sluha dvou pánů, Doktor Lombardi, Pantalone de Bisognosi, Národní divadlo, režie Ivan Rajmont
- 1998 Bohumil Hrabal: Obsluhoval jsem anglického krále, Zvěrolékař, Burzián, Němý, Národní divadlo, režie Ivo Krobot
- 1999 Alois Mrštík, Vilém Mrštík: Maryša, Franěk, Národní divadlo, režie J. A. Pitínský
- 2001 F. M. Dostojevskij: Idiot, Tockij, Stavovské divadlo, režie Ivo Krobot
- 2002 Edmond Rostand: Cyrano z Bergeracu, Bellerose, Národní divadlo, režie Michal Dočekal
- 2005 G. B. Shaw: Pygmalion, Nepomuk, Stavovské divadlo, režie Michal Dočekal
- 2006 William Shakespeare: Richard III., John Morton, Stavovské divadlo, režie Michal Dočekal
- 2009 William Shakespeare: Kupec benátský, Dóže, Stavovské divadlo, režie Martin Čičvák
- 2011 William Shakespeare: Zkrocení zlé ženy, Pedant, Národní divadlo, režie Martin Čičvák
- 2014 J. K. Tyl: Strakonický dudák aneb Hody divých žen, Koděra, Národní divadlo, režie Jan Antonín Pitínský

## Rozhlasové role, výběr
- 1991 Joachim Knauth: Žal Nibelungů, role:Schilbung, režie Jiří Horčička
- 1994 Ondřej Neff: Havárie Drakkaru, režie Jiří Horčička
- 1994 Ilse Aichingerová: Knoflíky, prodavač, režie Jiří Horčička

## Filmografie, výběr
- 1974 Sokolovo, role: důstojník, režie Otakar Vávra
- 1978 Báječní muži s klikou, Berousek, režie Jiří Menzel (Oldřich Vlček byl také autorem námětu a spoluautorem scénáře)
- 1990 Chybná diagnóza, režie Jiří Adamec
- 1994 Díky za každé nové ráno, režie Milan Šteindler
- 1996 Ceremoniář, šéf tajné služby, režie Jiří Věrčák
- 1997 Pražský písničkář (TV seriál), režie Ivo Paukert
- 2001 Den, kdy nevyšlo slunce, režie Jitka Němcová
- 2010 Cesty domů (TV seriál), režie Jiří Adamec, Jaromír Polišenský